# Chýnov
Chýnov (deutsch Chejnow, älter auch Kinau) ist eine Stadt mit etwa 2.000 Einwohnern in der Region Jihočeský kraj (Tschechien).

## Lage
Das Städtchen befindet sich etwa 10 km östlich der Stadt Tábor.

## Geschichte
981 wurde Chýnov in Kosmas Chronik erstmals erwähnt. Zusammen mit Doudleby (Teindles) und Netolice (Netolitz) gehörte es zum Herrschaftsgebiet des Fürsten Slavník und diente den Slavnikiden gleichzeitig als Vorposten gegen Angriffe aus Österreich. Nach der Ausrottung der Slavíkovci gingen die Ländereien an die Přemysliden über. Die ursprüngliche Festung wurde im 13. Jahrhundert in eine gotische Burg umgebaut, die zum damaligen Zeitpunkt dem Erzbistum Prag gehörte. In den Folgejahren wechselten zahlreiche Adelsgeschlechter im Eigentum, die letzten Eigentümer waren die Schwarzenbergs. Der letzte große Umbau in ein Barockschloss mit einem großen englischen Garten erfolgte 1729 bis 1730.

## Stadtgliederung
Die Stadt Chýnov besteht aus den Ortsteilen und Katastralbezirken Dobronice u Chýnova (Dobronitz), Chýnov (Chejnow), Kloužovice (Klauschowitz), Velmovice (Welmowitz) und Záhostice (Sahostitz).

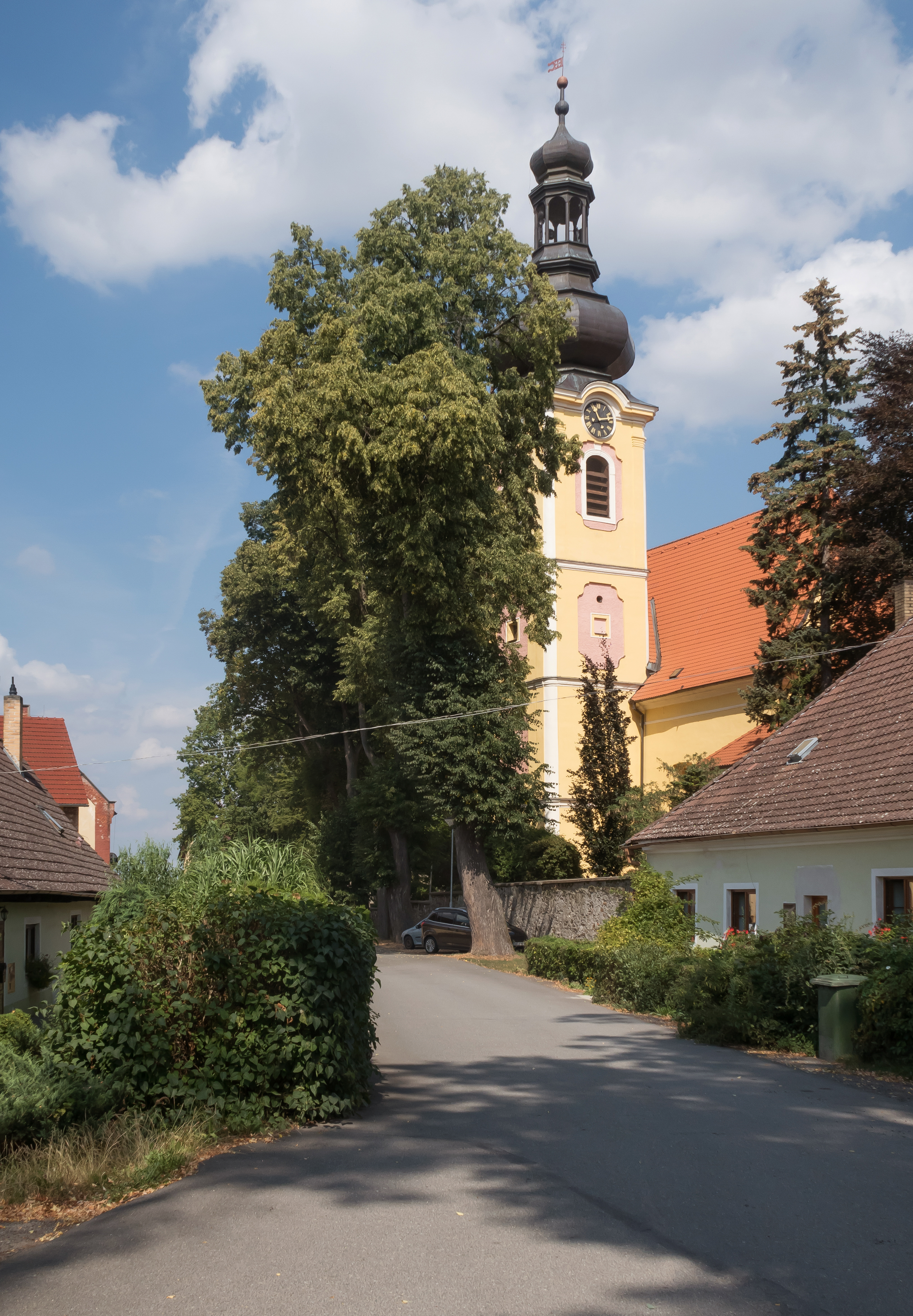
Chýnov (Chejnow), Kirche: kostel Nejsvětější Trojice

## Sehenswürdigkeiten
- Römisch-katholische Barockkirche (ursprünglich aus dem Jahre 995, Umbauten 1667–1670 und 1727) am Marktplatz.
- Chýnovská jeskyně (Chejnower Höhle)
- Burgruinen Choustník (Burg Chaußnig) und Kozí hrádek

## Persönlichkeiten
- František Bílek (1872–1941), Bildhauer, Sezessionskünstler des Symbolismus